# Gryon minimum
Gryon minimum är en stekelart som först beskrevs av Jean-Jacques Kieffer 1908.  Gryon minimum ingår i släktet Gryon och familjen Scelionidae. Inga underarter finns listade i Catalogue of Life.